# Canoagem nos Jogos Olímpicos de Verão de 2020 - K-4 500 m masculino
A competição do K-4 500 metros masculino da canoagem nos Jogos Olímpicos de Verão de 2020 ocorreu nos dias 6 e 7 de agosto de 2021 no Sea Forest Waterway, em Tóquio. Um total de 44 canoístas de 11 Comitês Olímpicos Nacionais (CON) participaram do evento.
Foi a estreia do evento em Jogos Olímpicos, substituindo a prova do K-4 1000 metros que foi realizada de 1964 a 2016.

## Qualificação
Cada CON poderia qualificar apenas um barco para o evento. Um total de 10 vagas de qualificação estavam disponíveis, todas concedidas através do Campeonato Mundial de Canoagem de Velocidade de 2019, necessariamente devendo haver barcos qualificados de quatro continentes diferentes. Portanto, os sete melhores do campeonato mundial tinham vaga garantida, com a 8ª, a 9ª e a 10ª vagas potencialmente reservadas para os melhores representantes continentais.
As vagas de qualificação foram concedidas ao CON, não aos canoístas que conquistaram a vaga.

## Formato da competição
A canoagem de velocidade utiliza um formato de quatro fases para eventos com pelo menos 11 barcos, com eliminatórias, quartas de final, semifinais e finais. Os detalhes para cada fase dependem de quantos barcos estejam inscritos para a competição.
- Eliminatórias: 2 eliminatórias (uma com 6 barcos, outra com 5). Os dois melhores de cada bateria (4 barcos no total) avançam diretamente à semifinal. Os 7 barcos restantes disputam as quartas de final;
- Quartas de final: 1 eliminatória com 7 barcos. Os 6 melhores avançam à semifinal e o último está eliminado;
- Semifinal: 2 eliminatórias com 5 barcos. Os 4 melhores de cada eliminatória avançam à final e o último de cada eliminatória está eliminado;
- Final: 1 eliminatória com 8 barcos. As medalhas e as posições de quarto a oitavo lugar são definidas.

O percurso é um trajeto de águas planas com 9 metros de largura. O nome do evento descreve o formato particular da canoagem de velocidade. O formato "K" significa um caiaque (kayak, em inglês), na qual o canoísta fica sentado e utiliza dois remos e tem um leme operado pelo pé (em oposição a canoa, em que o canoísta fica ajoelhado e utiliza um único remo para remar e dirigir). O "4" é o número de canoístas em cada barco. Os "500 metros" são a distância da prova.

## Calendário
Horário local (UTC+9)
| Dia         | Horário | Fase             |
| ----------- | ------- | ---------------- |
| 6 de agosto | 10:45   | Eliminatórias    |
| 6 de agosto | 12:10   | Quartas de final |
| 7 de agosto | 10:20   | Semifinal        |
| 7 de agosto | 12:35   | Final            |

## Medalhistas
|  | GER Alemanha                                         |  | ESP Espanha                                                      |  | SVK Eslováquia                                 |
|  | Max Rendschmidt Ronald Rauhe Tom Liebscher Max Lemke |  | Saúl Craviotto Marcus Cooper Walz Carlos Arévalo Rodrigo Germade |  | Samuel Baláž Denis Myšák Erik Vlček Adam Botek |

## Canoístas por equipe
| Número | Canoístas                                                                  | CON              |
| ------ | -------------------------------------------------------------------------- | ---------------- |
| 1      | Lachlan Tame ▪ Riley Fitzsimmons ▪ Murray Stewart ▪ Jordan Wood            | AUS Austrália    |
| 2      | Uladzislau Litvinau ▪ Dzmitry Natynchyk ▪ Ilya Fedarenka ▪ Mikita Borykau  | BLR Bielorrússia |
| 3      | Nicholas Matveev ▪ Mark de Jonge ▪ Pierre-Luc Poulin ▪ Simon McTavish      | CAN Canadá       |
| 4      | Yang Xiaoxu ▪ Wang Congkang ▪ Zhang Dong ▪ Bu Tingkai                      | CHN China        |
| 5      | Max Rendschmidt ▪ Ronald Rauhe ▪ Tom Liebscher ▪ Max Lemke                 | GER Alemanha     |
| 6      | Bence Nádas ▪ Kornél Béke ▪ Kolos Csizmadia ▪ Sándor Tótka                 | HUN Hungria      |
| 7      | Keiji Mizumoto ▪ Momotaro Matsushita ▪ Yusuke Miyata ▪ Hiroki Fujishima    | JPN Japão        |
| 8      | Emanuel Silva ▪ João Ribeiro ▪ Messias Baptista ▪ David Varela             | POR Portugal     |
| 9      | Artem Kuzakhmetov ▪ Aleksandr Sergeyev ▪ Roman Anoshkin ▪ Maxim Spesivtsev | ROC              |
| 10     | Samuel Baláž ▪ Denis Myšák ▪ Erik Vlček ▪ Adam Botek                       | SVK Eslováquia   |
| 11     | Saúl Craviotto ▪ Marcus Cooper Walz ▪ Carlos Arévalo ▪ Rodrigo Germade     | ESP Espanha      |

## Resultados

### Eliminatórias
O evento começou com as eliminatórias em 6 de agosto de 2021. Os dois primeiros barcos em cada bateria avançam diretamente para as semifinais e os restantes para as quartas de final.

#### Eliminatória 1
| Pos. | Raia | CON              | Tempo    | Notas  |
| ---- | ---- | ---------------- | -------- | ------ |
| 1    | 5    | GER Alemanha     | 1:21.890 | OB, SF |
| 2    | 2    | AUS Austrália    | 1:22.662 | SF     |
| 3    | 4    | BLR Bielorrússia | 1:22.896 | QF     |
| 4    | 7    | CHN China        | 1:24.264 | QF     |
| 5    | 3    | POR Portugal     | 1:25.515 | QF     |
| 6    | 6    | JPN Japão        | 1:32.295 | QF     |

#### Eliminatória 2
| Pos. | Raia | CON            | Tempo    | Notas  |
| ---- | ---- | -------------- | -------- | ------ |
| 1    | 5    | ESP Espanha    | 1:21.658 | OB, SF |
| 2    | 4    | SVK Eslováquia | 1:21.807 | SF     |
| 3    | 2    | CAN Canadá     | 1:26.824 | QF     |
| 4    | 6    | ROC            | 1:30.763 | QF     |
| 5    | 3    | HUN Hungria    | 1:34.274 | QF     |

### Quartas de final
Nas quartas de final, realizada em 6 de agosto de 2021, os seis primeiros barcos avançam para as semifinais e o último colocado foi eliminado.
| Pos. | Raia | CON              | Tempo    | Notas |
| ---- | ---- | ---------------- | -------- | ----- |
| 1    | 2    | HUN Hungria      | 1:23.727 | SF    |
| 2    | 5    | BLR Bielorrússia | 1:23.848 | SF    |
| 3    | 3    | CHN China        | 1:24.036 | SF    |
| 4    | 7    | POR Portugal     | 1:24.325 | SF    |
| 5    | 4    | CAN Canadá       | 1:24.979 | SF    |
| 6    | 6    | ROC              | 1:25.564 | SF    |
| 7    | 1    | JPN Japão        | 1:28.211 |       |

### Semifinais
Nas semifinais, realizadas em 7 de agosto de 2021, os quatro primeiros barcos em cada bateria avançam para a final A e os restantes foram eliminados.

#### Semifinal 1
| Pos. | Raia | CON              | Tempo    | Notas |
| ---- | ---- | ---------------- | -------- | ----- |
| 1    | 5    | GER Alemanha     | 1:23.049 | FA    |
| 2    | 4    | SVK Eslováquia   | 1:23.799 | FA    |
| 3    | 3    | BLR Bielorrússia | 1:24.206 | FA    |
| 4    | 2    | ROC              | 1:24.340 | FA    |
| 5    | 6    | CHN China        | 1:24.653 |       |

#### Semifinal 2
| Pos. | Raia | CON           | Tempo    | Notas |
| ---- | ---- | ------------- | -------- | ----- |
| 1    | 5    | ESP Espanha   | 1:24.355 | FA    |
| 2    | 4    | AUS Austrália | 1:24.868 | FA    |
| 3    | 3    | HUN Hungria   | 1:24.918 | FA    |
| 4    | 6    | POR Portugal  | 1:25.268 | FA    |
| 5    | 2    | CAN Canadá    | 1:25.581 |       |

### Final
Na final, realizada em 7 de agosto de 2021, os barcos participantes disputaram as medalhas e as colocações até o 8º lugar.
| Pos.              | Raia | CON              | Tempo    | Notas |
| ----------------- | ---- | ---------------- | -------- | ----- |
| Medalha de ouro   | 5    | GER Alemanha     | 1:22.219 |       |
| Medalha de prata  | 4    | ESP Espanha      | 1:22.445 |       |
| Medalha de bronze | 3    | SVK Eslováquia   | 1:23.534 |       |
| 4                 | 1    | ROC              | 1:23.654 |       |
| 5                 | 7    | BLR Bielorrússia | 1:24.510 |       |
| 6                 | 6    | AUS Austrália    | 1:25.025 |       |
| 7                 | 2    | HUN Hungria      | 1:25.068 |       |
| 8                 | 8    | POR Portugal     | 1:25.324 |       |

Legenda
| Recorde mundial      | Recorde mundial (World record)               |                       | Recorde africano                      | Recorde africano (African) |                                           | Q | Classificado por posição (Qualified) |
| Recorde olímpico     | Recorde olímpico (Olympic record)            | Recorde da América    | Recorde da América (Americas)         | q                          | Classificado por melhor tempo (Qualified) |   |                                      |
| Melhor marca do ano  | Melhor marca do ano (World leading)          | Recorde asiático      | Recorde asiático (Asian)              | DNS                        | Não largou (Did not start)                |   |                                      |
| Recorde nacional     | Recorde nacional (National record)           | Recorde europeu       | Recorde europeu (European)            | DNF                        | Não terminou (Did not finish)             |   |                                      |
| Recorde pessoal      | Recorde pessoal do atleta (Personal best)    | Recorde da Oceania    | Recorde da Oceania (Oceania)          | DSQ / DQ                   | Desclassificado (Disqualified)            |   |                                      |
| Recorde da temporada | Recorde da temporada do atleta (Season best) | Recorde sul-americano | Recorde sul-americano (South America) | NM                         | Sem marca (No mark)                       |   |                                      |